# Keisuke Tsuboi
Keisuke Tsuboi, född 16 september 1979 i Tokyo prefektur, Japan, är en japansk fotbollsspelare som sedan 2015 spelar i Shonan Bellmare.